# Поддубровская волость
Поддубровкая во́лость — административно-территориальная единица Усманского уезда Тамбовской губернии с центром в селе Поддубровка.

## История
Волость образована после реформы 1861 года.
Волостное управление на основании Общего положения о крестьянах 1861 года составляли:
1. Волостной сход;
2. Волостной старшина с волостным правлением;
3. Волостной крестьянский суд.

Волостные правления были ликвидированы постановлением Совнаркома РСФСР от 30 декабря 1917 года «Об органах местного самоуправления». Управление волости передавалось волостным съездам советов и волисполкомам.
13 февраля 1922 года из Поддубровской волости в Пригородную было передано селение Студёнки.
Постановлением ВЦИК РСФСР от 4 января 1923 г. передана в состав Воронежской губернии.
12 мая 1924 года из Поддубровской волости Усманского уезда в Берёзовскую волость Воронежского уезда было передано селение Нелжа.

## География
Волость расположена в западной части Усманского уезда. Волостной центр находился в 18 верстах от г. Усмани.

## Состав волости
По состоянию на 1914 год состояла из следующих населенных пунктов:

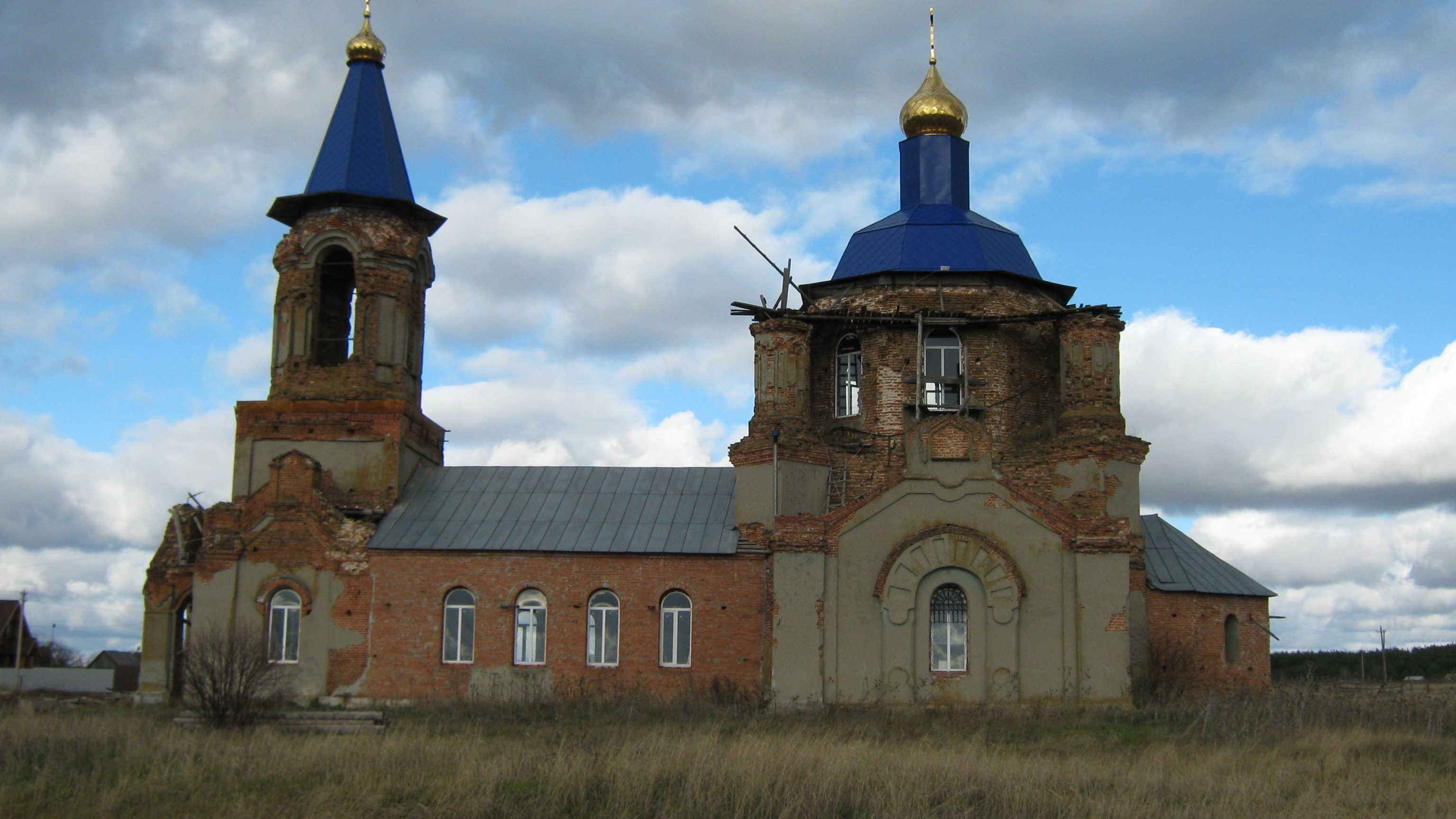
Церковь Николая Чудотворца в с. Нелжа

| №  | Название населённого пункта | Тип населенного пункта | Население |
| -- | --------------------------- | ---------------------- | --------- |
| 1. | Поддубровка                 | село, центр волости    | 1811      |
| 2. | Отрожки                     | деревня                | 1603      |
| 3. | Ивановка                    | сельцо                 | 91        |
| 4  | Арзыбовка                   | деревня                | 727       |
| 5  | Крутчик                     | село                   | 1269      |
| 6  | Нелжа                       | село                   | 3222      |
| 7  | Беляево                     | село                   | 1587      |
| 8  | Студёнки                    | село                   | 2942      |

## Приходы
Приход Христо-Рождественской церкви в Поддубровке. Церковь каменная, теплая, построена в 1846 г. на средства прихожан. Престолов два: главный — во имя Рождества Христова и придельный — во имя святого пророка Илии.
Приход Николаевской церкви в Нелже. Церковь каменная, теплая, построена на средства Преосвященнаго Иоакима, епископа Воронежскаго и Елецкаго. Престолов два: во имя святителя Николая и в честь Корсунской иконы Божией Матери.
Приход Богословской церкви в Крутчике. Церковь каменная, холодная, построена в 1875 г. на средства прихожан. Престол один — во имя апостола Иоанна Богослова.
Приход Никитской церкви в Беляево. Церковь каменная, холодная, построена в 1825 г. на средства прихожан. Престол один — во имя великомученика Никиты
Приход Христо-рождественской церкви с. Студёнки. Открыт в конце XVI века. Церковь деревянная, холодная. Престол — во имя Рождества Христова.

## Население
1890—5059 человек.
Основная масса населения — крестьяне бывшие государственные.